# Thee Headcoats
Thee Headcoats est un groupe de punk rock britannique, originaire de Chatham, dans le Medway, en Angleterre. Il est formé par le guitariste-chanteur Billy Childish, le batteur Bruce Brand, et Johnny Johnson à la basse. Ce groupe fut sans doute le plus prolifique des projets de Childish. Thee headcoats produisirent quatorze albums. Leur garage rock restait néanmoins dans la lignée des anciens groupes de Billy, tels Thee Milkshakes ou Thee Mighty Caesars avec parfois une touche de blues en plus. Les enregistrements produits par Billy Childish furent également distribués par son label, Hangman Records, ou le grunge de Sub Pop de Seattle. Le groupe se sépare en 2000.

## Biographie
Le groupe est formé en 1989 et comprend Billy Childish (guitare et chant), Bruce Brand (batterie et chœurs), et Johnny Johnson (basse). Le groupe est le plus prolifique des projets de Childish avec quatorze albums. Le groupe comprenait à l'origine Allan Crockford (ex-The Prisoners) (crédité sous le nom Krojack sur leur premier album, Headcoats Down), suivi par John Agnew (ex-Thee Mighty Caesars) et Ollie Dolat (cofondateur des Squares et fondateur de Mr. Zero) à la basse, avant l'arrivée de Johnson. Thee Headcoatees, un groupe féminin comprenant Holly Golightly, Kyra LaRubia, Ludella Black, et Bongo Debbie, jouera souvent sur scène avec Thee Headcoats, et enregistreront ensemble plus albums. Le groupe aussi enregistré sous le nom de Thee Headcoats Sect avec les membres de The Downliners Sect.
Ils effectuent leur dernier concert le 12 mai 2000 au Dirty Water Club,. Childish jouera dans d'autres groupes comme Buff Medways (1999-2006) et The Musicians of The British Empire (2007-2011).

## Discographie

### Albums studio
- 1989 : Headcoats Down! (mini LP)
- 1990 : The Earls of Suavedom
- 1990 : The Kids Are All Square- This Is Hip![4]
- 1990 : Beach Bums Must Die
- 1990 : Heavens to Murgatroyd, Even! It’s Thee Headcoats! (Already)
- 1991 : W.O.AH! Bo in Thee Garage (album hommage à Bo Diddley)
- 1991 : Headcoatitude[5]
- 1993 : The Good Times Are Killing Me
- 1994 : Thee Headcoats Conundrum[6]
- 1996 : In Tweed We Trust (1996)
- 1996 : Deerstalking Men (1996) (sous Thee Headcoats Sect)
- 1996 : Knights of the Baskervilles[7]
- 1997 : The Jimmy Reed Experience (mini-album hommage à Jimmy Reed)
- 1998 : The Messerschmitt Pilot's Severed Hand[8]
- 1998 : Brother is Dead… But Fly is Gone!
- 1998 : 17% - Hendrix Was Not the Only Musician
- 1999 : Ready Sect Go! (sous Thee Headcoats Sect)
- 2000 : I Am the Object of Your Desire

### Compilations et album live
- 1993 : The Wurst is Yet to Come (album live)
- 1994 : Live at the Wild Western Room (avec Thee Headcoatees)
- 1995 : The Sounds of the Baskervilles (avec Thee Headcoatees)
- 1998 : Thee Headcoats Best: Sherlock Holmes Meets the Punkenstein Monster
- 1999 : Thee English Gentlemen of Rock and Roll: Thee Headcoats Best Vol. II
- 2001 : Elementary Headcoats – Thee Singles 1990-1999[9]
- 2001 : Live at the Dirty Water Club